# Francisco González Pulido
Francisco González Pulido (Ciutat de Mèxic, 13 de febrer de 1970) és un arquitecte, dissenyador i projectista mexicà conegut per l'expressiu i racional en la seva aproximació al disseny; les Torres Veer a Las Vegas són un bon exemple. En l'inici de la seva carrera va treballar individualment, es va integrar al famós estudi Murphy/Jahn (actualment conegut com a JAHN) a Chicago el 1999. Ha treballat en el disseny d'edificis de tipologies diverses: cases, aeroports i gratacels situats a Amèrica, Europa, Agafava i a l'Orient Mitjà. Va començar a treballar amb Helmut Jahn el 1999, en 2009 es va convertir en el seu primer soci i des de 2012 és president de la signatura. El seu treball ha estat exhibit en el Art Institute of Chicago, el "Unbuilt Chicago" i el studio O2 a Dublín. En 2005 va guanyar el "National Firm Award" del American Institute of Architects

## Vida i educació
A l'edat de sis anys es va mudar amb els seus pares al nord de Mèxic; actualment resideix a Chicago.
Des de la seva infància ha mantingut interès per l'art i per la tecnologia, inclusivament tenia com a meta ser un músic en la seva adolescència. Avui dia segueix prop de l'art, ja que toca la guitarra, compon i grava pel seu compte. És col·leccionista de guitarres clàssiques i antigues i d'amplificadors També és un corredor de maratons i mitges maratons.Des de la seva infància ha mantingut interès per l'art i per la tecnologia, inclusivament tenia com a meta ser un músic en la seva adolescència. Avui dia segueix prop de l'art, ja que toca la guitarra, compon i grava pel seu compte. És col·leccionista de guitarres clàssiques i antigues i d'amplificadors. També és un corredor de maratons i mitges maratons.
Després de completar els seus estudis universitaris va treballar individualment en la Ciutat de Mèxic desenvolupant projectes en diferents llocs de Mèxic i Estats Units. Posteriorment, va tornar als estudis amb la intenció d'aprofundir en el disseny de tipologies més grans. Es va matricular a l'Escola de Disseny de Harvard on va cursar entre 1998 i 1999 un mestratge en disseny.
A González Pulido se li ha descrit com un home de "gran personalitat" i de "idees grandioses”. I ell mateix refereix que de no haver estat arquitecte, hagués estat un compositor o un director de cinema.

## Carrera
Després de graduar-se com a arquitecte en el Tec de Monterrey, i als 22 anys, va ser contractat per construir una casa d'estiueig; el projecte li va donar experiència en disseny així com en el camp de la construcció. Conseqüentment va participar en diversos concursos i va guanyar el Price Waterhouse encara que aquest projecte no va arribar a concretar-se atès que es van adonar que no tenia una oficina establerta.
Als vint-i-sis anys va fundar l'oficina 2MX3, on va treballar des de 1992 i fins a 1997 majorment a Mèxic i als Estats Units. Projectes importants d'aquest període són l'O2 Studio a Dublín, the Casa Zárate, el Museu M+M tots dos a Oaxaca, la Casa Palmells en Tamaulipas, el Centre Tècnic S. XXI de General Motors en la Ciutat de Mèxic. Va seguir treballant pel seu compte encara després d'haver ingressat a la Universitat Harvard, període durant el que guanyà el reconeixement per part del llavors futur president de Mèxic Vicente Fox pel seu projecte "La Casa Sintètica", un habitatge social, modular i prefabricada.
Més enllà dels seus èxits personals, González Pulido desitjava involucrar-se en projectes més ambiciosos com a aeroports i gratacels amb una visió avantguardista. Una vegada graduat de la Universitat Harvard, González Pulido es va integrar a la signatura Murphy/Jahn. La signatura Murphy/Jahn s'havia distingit per ser una de les oficines més influents en l'àmbit del disseny i la construcció no només a Chicago sinó internacionalment. González Pulido havia sentit parlar del concepte interdisciplinari de Jahn conegut com a “Archi-Neering” el qual està basat en una col·laboració entre l'enginyeria i l'arquitectura i es caracteritza per assumir l'edifici com una màquina. La seva idea al principi era treballar al costat de Jahn per un curt temps per aprendre tot allò que la seva experiència li pogués proporcionar. Per tant, es va integrar al despatx el 1999 en 2009 es va fer soci i en 2012 president de JAHN. Els projectes en els quals s'ha vist majorment involucrat inclouen diverses tipologies com la Terminal B3 en Beijing, les trucades Canary Wharf Offices a Londres, el centre de convencions a Doha, Qatar, les trucades Highlight Towers a Múnic, la Post Tower a Tòquio. D'igual forma va participar en la creació de la Biblioteca Joe and Rika Mansueto a Chicago, l'Aeroport Suvarnabhumi a Bangkok, la Torre de l'oficina Postal a Bonn, la torre Hagau i Hafen en Dusseldorf i l'expansió de les tres terminals de l'aeroport internacional O´Hare de Chicago, el rascacielo súper alt Leatop Plaza en Guangzhou, Xina
En 2003, és a dir a quatre anys d'haver estat contractat, es va convertir en vicepresident executiu de Murphy/Jahn i en 2006 va ser nomenat vicepresident de disseny, posició que va ocupar fins a 2012. L'haver guanyat tres importants concursos de disseny per a la signatura ho va posar en una posició favorable per ser el primer soci en 2009. Com concecuencia del seu mateix treball, en 2012 van venir canvis en la signatura, dins dels quals va estar l'adequació del nom de l'oficina d'arquitectes i el seu ascens com presindente; així va prendre control dels processos quotidians i líder de disseny de projectes.
González Pulido assenyala el seu gust per treballar de manera semblant en tots els nivells: amb l'obra i constructors, amb proveïdors de materials i amb clients en resoldre problemes. Addicionalment del desenvolupament de mega projectes treballa en el disseny de mobiliari que defineix l'arquitectura de l'espai en què se situaran. Un element comú en la seva proposta arquitectònica és la transparència que representa un pont entre l'edifici i el medi ambient. Exemple de l'anterior és el mobiliari usat a l'hotel ecològic de Hong Kong, la torre a Qatar i el jardí etnobotánico d'Oaxaca.

## Influència i estil

Les "Veer Towers" a Las Vegas

González Pulido esmenta que ha admirat el treball de Jahn des que era un estudiant en Monterrey i que tenien diverses similituds i admet que les seves idees han diferit en diverses ocasions.
González Pulido no creu en l'estil, la tendència o en l'intent de conformitat per qualsevol idea preconcebuda, independentment de si és provinent de fórmules o cultures. Per a ell, tractar de seguir o iniciar una tendència porta a un mal disseny. En canvi treballa per trobar una solució a un problema o situació a través de la tecnologia i les seves pròpies idees, aspirant per la bellesa com a resultat d'una harmoniosa combinació de tecnologia, tècniques, funcionalitat i la practicitat. González Pulido pensa en termes de seqüència i escenaris, creant així plans per a cada construcció com si fos resident o treballador d'aquest.
Un element en comú que li ha permès dissenyar millors tècniques de construcció és el pes a causa que li permet crear edificis a gran escala amb la visió de crear "ciutats verticals". Conseqüentment l'espai és un factor molt important a considerar, ja que tendeix a designar la forma d'un edifici. En consideració del medi ambient, González- Pulido ha dissenyat construccions que permeten ser desmantellades i reutilitzades. D'altra banda ha utilitzat la brisa natural de l'aire per refredar espais o la llum solar per escalfar-los. En la fase inicial del disseny llegeix i escriu intensament, i només s'encarrega de dibuixar únicament quan té una idea clara del que vol fer.
Les Veer Towers a Las Vegas, van anar el primer projecte que va dirigir per complet en la llavors encara cridada signatura Murphy/Jahn, les quals destaquen pel seu disseny poc convencional. Ell mateix les refereix com una mescla "d'utopia, surrealisme i gran ambició".

### Projectes
Selecció de projectes acabats entre 2000 to 2012

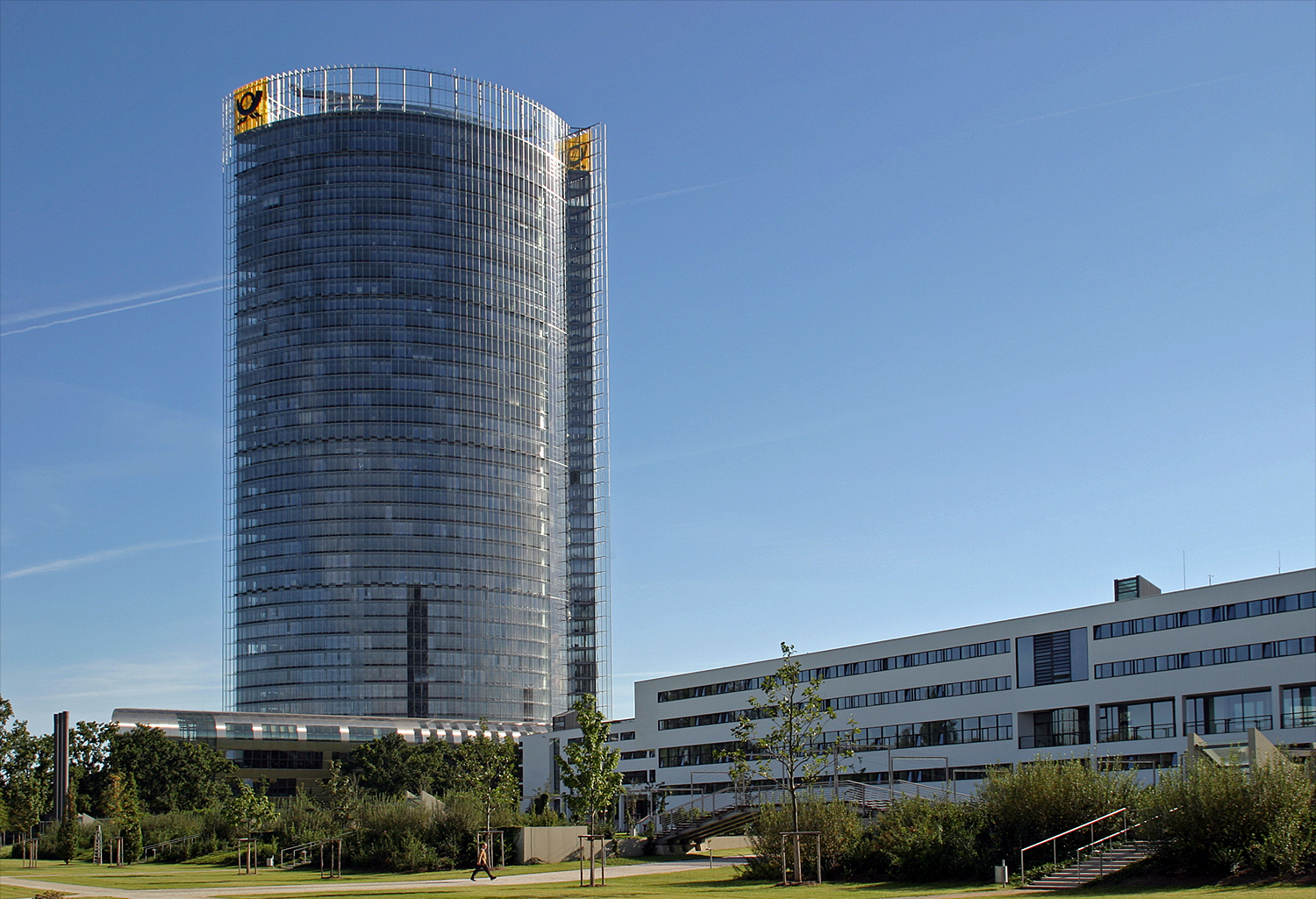
Deutsche Post, Post Towers. Oficines centrals a Bonn, Alemanya

Leatop Plaza, Oficines, Cantó, Xina

- 1999 K Street, Oficines, Washington DC, Estats Units
- 600 Fairbanks, Residencial, Chicago, Estats Units
- Bayer, Oficines centrals, Leverkusen, Alemanya
- Deutche Post, Post Tower Oficines centrals, Bonn, Alemanya
- Aeroport de Colònia/Bonn Aeroport, Colònia, Alemanya
- Focus Mitjana Group, Usos múltiples, Rostock, Alemanya
- Hegau Tower, Oficines, Singen, Alemanya
- Highlight Towers, Usos múltiples, Múnic, Alemanya
- Japan Post, Oficines, Tòquio, Japó
- Joe And Rika Mansueto, Biblioteca, Chicago, Estats Units
- Leatop Plaza, Oficines, Cantó, Xina
- Merck, Oficines centrals, Ginebra, Suïssa
- Shure, Oficines centrals, Chicago, Estats Units
- Sign, Oficines centrals, Dusseldorf, Alemanya
- Skyline Tower, oficines, Múnic, Alemanya
- State State Village, Residencial, Chicago, Estats Units
- Aeroport Internacional Suvarnabhumi Aeroport, Bangkok, Tailàndia
- UIC Planta generadora, Chicago, Estats Units
- Yaesu, Estació, Tòquio, Japó

Selecció de projectes realitzats entre 2012 i 2014

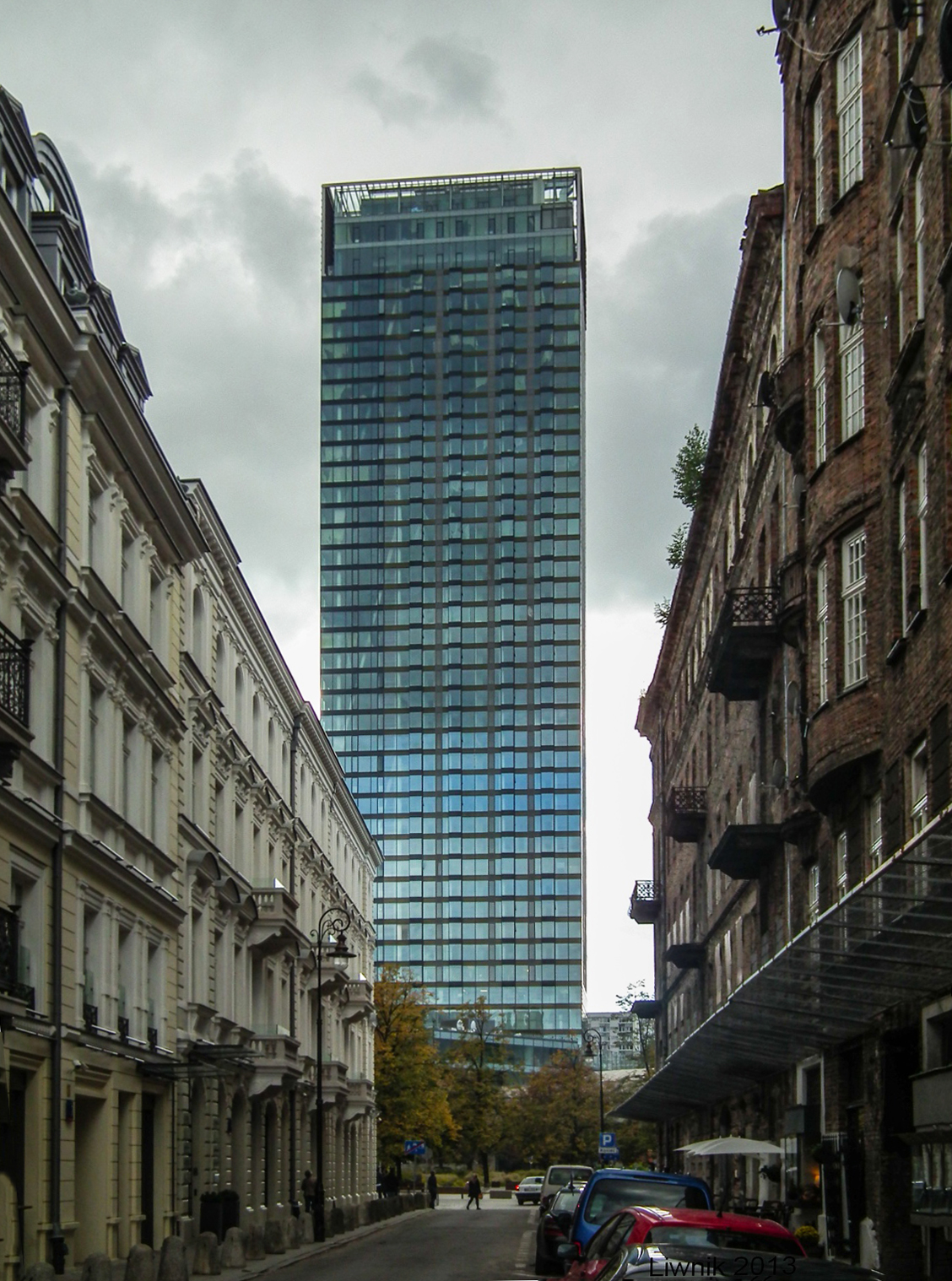
Cosmopolitan, Residencial, Varsòvia, Polònia

- Cosmopolitan, Residencial, Varsòvia, Polònia
- Wesser Tower, Oficines, Bremen, Alemanya

Projectes en construcció

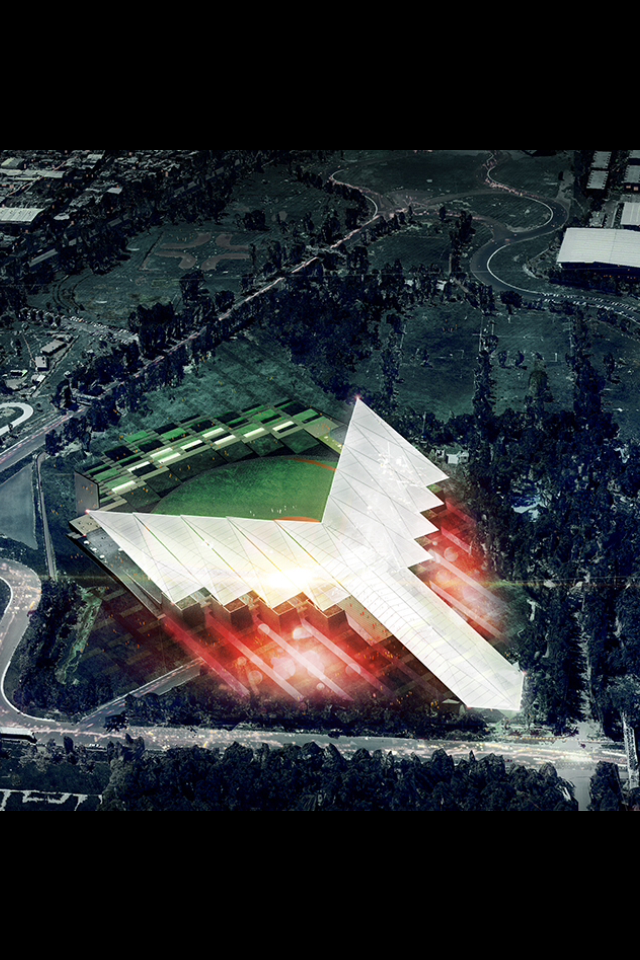
Estadi del Club de Beisbol "Diables Vermells del Mèxic" a Ciutat de Mèxic, Mèxic

- Doha Convention Center, Centre de convencions, Doha, Catar
- Qiantan 14, Usos mixts, *Shanghái, Xina
- SIFC, Oficines centrals, *Shanghái, Xinesa
- Estadi del Club de Beisbol «Diables Vermells del Mèxic», Ciutat de Mèxic, Mèxic

## Publicacions
- The Bilbao Guggenheim Museum and other case studies in project's management para Harvard Graduate School of Design. (Como contribuidor)
- Helmut Jahn, Architecture-Engineering- Birkhauser.
- Helmut Jahn, Process and Progress- Birkhauser.
- Portfolio Design: Second and Third Edition- Norton.
- Murphy Jahn Six Works- Imagenes publicitarias.
- Bayer Headquarters- Birkhauser.
- Post Tower-Bonn.-Birkhauser.
- State Street Village.-Birkhauser.
- Visionary Chicago Achitecture: Fourteen inspired concepts for the third millenia. (Editado por Stanley Tigerman y William Martin).